# 徳島藩松帆台場跡
徳島藩松帆台場跡（とくしまはんまつほだいばあと）は、兵庫県淡路市岩屋の松帆崎にある砲台跡。松帆砲台跡とも。国の史跡に指定されている。

## 概要
幕末の安政5年（1858年）、徳川幕府将軍家茂の幕命を受けた徳島藩により着工、文久元年（1861年）竣工｡
建設の目的は、明石海峡対岸の明石藩舞子台場跡（国の史跡）と対になって両岸から黒船を挟撃することであったが、一度も使用されることはなく現在に至っている。台場はM字状になった堡塁を石垣で補強、大砲13門が設置されていた。砲台は真北にむいている。
現在は神戸製鋼の保養所「ゆうなぎ荘」敷地になっている。

## 誤射
黒船には一度も使用されなかったが、文久3年（1863年）7月に幕府の3本マストの軍艦朝陽丸を誤って砲撃し、舵付近を破壊している。この誤射で砲台司令の長坂三知は切腹している。

## 交通アクセス
- 神戸淡路鳴門自動車道淡路ICから国道28号及び兵庫県道31号福良江井岩屋線道の駅あわじ付近
- 岩屋港から淡路交通バス松帆の浦バス停下車